# Chat doré d'Afrique
Caracal aurata
Pour les articles homonymes, voir Chat (animal) et Chat doré.
Espèce
Statut de conservation UICN

 VU  : Vulnérable
Statut CITES
Sous-espèces de rang inférieur
- Caracal aurata aurata
- Caracal aurata celidogaster

Répartition géographique
   ////  Présence incontestée

   ////  Présence possible ou erreur de recensement

Le Chat doré d'Afrique (Caracal aurata ou Profelis aurata) est un chat sauvage de taille moyenne distribué à travers les forêts tropicales d'Afrique de l'Ouest et d'Afrique centrale. Il a une longueur d'environ 80 cm, dont plus de 30 cm de queue. Découvert par le naturaliste Coenraad Jacob Temminck (1778-1858) au XVIIIe siècle, ce gros chat était autrefois surnommé « chat-pard ».
Profelis aurata était la seule espèce du genre Profelis. Une étude récente la classe plutôt dans le genre Caracal.

## Description
Ce félidé possède un pelage court et serré. La couleur de la robe varie fortement (les individus peuvent être brun roux, doré, gris ou chocolat) avec des taches plus ou moins visibles. Le mélanisme est signalé sur cette espèce. Les variétés de pelage sont très diverses, même à l'échelle d'une région.
- Longueur totale de la femelle : 80 cm
- Longueur totale du mâle : 80 cm
- Longueur de la queue : 30 cm
- Poids adulte : 5 à 15 kg

Certains individus peuvent mesurer 1,05 m dont une queue de 55 cm selon les individus.

### Physiologie
- Maturité sexuelle : 2 ans
- Gestation : 75 jours
- Nombre de jeunes par portée : 1 à 4
- Poids à la naissance : 180 à 240 g
- Longévité : 20 ans

## Comportement

### Régime alimentaire
Ce félin a pour proies les oiseaux, les serpents et les petits mammifères (rongeurs tels que souris et rats...)
Il chasse aussi des petites antilopes (céphalophes...), des singes, parfois même des moutons et des chèvres, voire des hylochères[réf. souhaitée].

## Chorologie

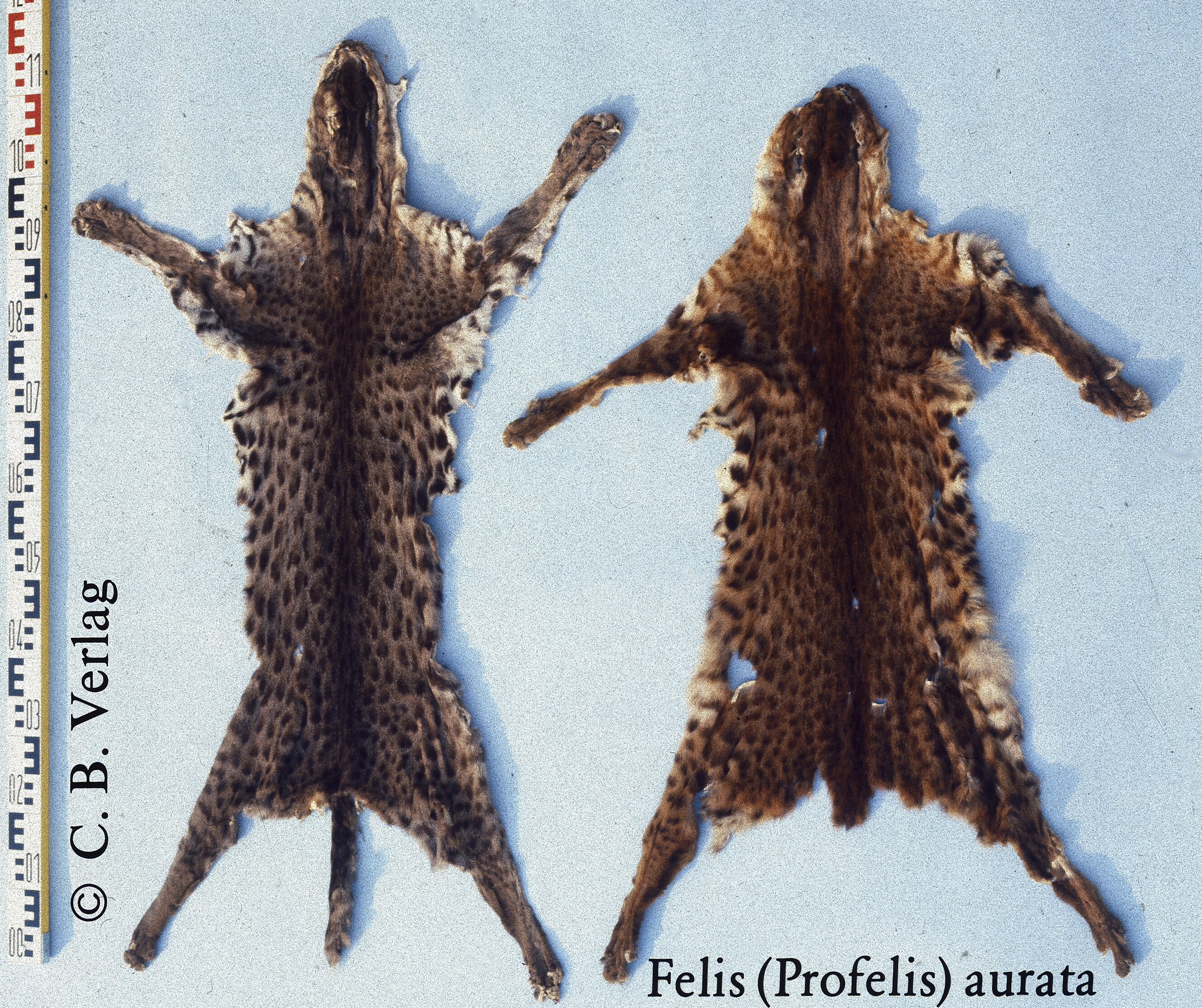
Fourrures de chats dorés d'Afrique.

### Répartition
Le Chat doré d'Afrique est le seul félin d'Afrique exclusivement dépendant du milieu forestier. Il est endémique de l'Afrique équatoriale.

### Protection
Le Chat doré d'Afrique est protégé au titre de la classe A de la législation camerounaise, ce qui est le niveau le plus élevé (loi 94/01 1994). Le Chat doré d'Afrique est menacé par la dégradation de son habitat (perte et fragmentation) et par le braconnage. Il est notamment piégé dans les collets.
Au Cameroun, sa présence est confirmée dans la réserve de faune du Dja et dans le parc national de Mpem et Djim. Entre 2014 et 2017, des pièges photographiques ont permis de confirmer sa présence dans le parc national des volcans au Rwanda (première preuve de présence dans ce pays) et dans le parc national des gorilles de Mgahinga en Ouganda.